# 1922年4月11日月食
1922年4月11日月食为一次在协调世界时1922年4月11日出現的半影月食。該次月食半影食分為0.806、全影食分為-0.181。

## 概述
這次月食的食分是13.33。

## 基本參數
- 類型：半影月食
- 食甚資料：
  - 日期：1922年4月11日
  - 時間：20:32
  - 月球位置：赤經13.33度、赤緯-7.2度
  - 食分：半影食分：0.806、全影食分：-0.181

## 外部連結
- NASA月食專頁（页面存档备份，存于）（英文）